# 분묘기지권
분묘기지권(墳墓基地權)은 대한민국 민법의 한 개념으로 물권법에 관한 내용이며 다른 사람의 땅 위에 무덤을 세운 사람에게 관습법으로 인정되는 지상권 유사 용익물권을 말한다. 분묘기지권은 당사자의 설정합의에 의하는 것이 아니라 관습법상 인정되는 법정용익물권으로서 등기를 요건으로 하지 않는다(제187조).

## 같이 보기
- 양도담보
- 관습법상 법정지상권